# Саут Шилдс
Саут Шилдс (енгл. South Shields) је град у Уједињеном Краљевству у Енглеској. Према процени из 2007. у граду је живело 83.867 становника.

## Становништво
Према процени, у граду је 2008. живело 83.867 становника.
| 1981.  | 1991.  | 2001.  |
| ------ | ------ | ------ |
| 86,488 | 83,704 | 82,854 |